# 오중화
오중화(吳仲和:1325~1396)는 고려 말, 조선 초의 문신이다. 본관은 동복(同福)이며, 아버지는 구성군(龜城君) 오선(吳僐)이며, 어머니는 밀직사사좌부승지 송진의 딸 여산송씨이며, 할머니는 공민왕의 생모인 명덕태후(明德太后)의 고종사촌인 이천신씨이다.

## 생애 및 활동사항
오중화는 고려 공민왕 때 신돈(辛旽)의 개혁정치에 참여하였으며, 1371년(공민왕 20) 신돈의 실각과 함께 유배되었다. 후에 사면되어 우왕 때 판밀직사사(判密直司事)를 지냈다.
조선 건국 후에는 삼사좌복야를 거쳐 검교참찬문하부사를 지냈다.
공민왕 때 오중화의 아버지 오선이 이성계(李成桂)와 개성(開城)에서 회동하여 이성계가 귀하게 될 것을 예견하고 아들 오중화를 돌봐줄 것을 부탁하였는데, 훗날 이성계가 조선을 건국한 후 오중화를 중용하려고 하였으나, 능력이 미치지 못하여 크게 쓰이지 못하였다고 한다.

## 사망
새 집을 짓는 과정에서 소를 기둥에 매놓았다가 소가 무엇엔가 놀래어 기둥을 뽑은 탓에 마침 그 아래 있다가 깔려 1396년 10월에 사망했다.

## 가족관계
- 조부-오잠(예문관대제학,찬성사,구성군에 봉해짐)
- 조모-부인 이천신씨(공민왕의 생모인 명덕태후(明德太后)의 고종사촌)(부;신진-상서)
  - 부-오선(고려 봉익대부 밀직사우문관판총부사, 구성군에 봉해짐)
  - 모-부인 여산송씨(부:송잠-밀직사좌부승지)
    - 본인-오중화(삼사좌복야, 검교참찬문하부사)
    - 배우자-영가군부인 권씨(부:권염-현부군,조부:권준-찬성사,증조부:권박-예문관대제학,외조부:양원조-찬성사)
      - 자-오승(대사헌, 판중추원사)
      - 자부-진원군부인 윤씨
        - 손자-오계종(집현전학사)
        - 손자부-완산이씨(부:이진형-정언)
        - 서손-정홍(鄭洪)(안평대군(세종대왕 제3자)의 처조부)
        - 서손-윤저(익대좌명공신, 이조판서, 칠원군(漆原君)에 봉해짐)

## 역사 유적물
보물 959호로 지정된 경주 기림사 소조비로자나불 복장전적의 하나인 백지금니불설장수멸죄호제동자다라니경(白紙金泥佛說長壽滅罪護諸童子陀羅尼經)은 오중화가 시주한 돈으로 필사된 것이다.